# Roger Adrià
Roger Adrià Oliveras (Barcelona, 18 april 1998) is een Spaanse wielrenner die vanaf 2024 voor BORA-hansgrohe uitkomt.

## Carrière
In 2021 maakte Adrià samen met zijn ploeg Equipo Kern Pharma de overstap naar de beroepsrenners. In 2022 nam Adrià voor het eerst deel aan een grote ronde, de Ronde van Spanje. Door een besmetting met COVID-19 verliet de Spanjaard na de tiende etappe voortijdig de wedstrijd.

## Overwinningen
2017
Jongerenklassement Volta a Portugal do Futuro
2020
Jongerenklassement Ronde van Servië
2022
2e etappe Route d'Occitanie
2024
Grote Prijs van Wallonië
2025
1e etappe Ronde van Burgos

### Resultaten in voornaamste wedstrijden
| Jaar | Ronde van Italië | Ronde van Frankrijk | Ronde van Spanje |
| ---- | ---------------- | ------------------- | ---------------- |
| 2021 |                  |                     |                  |
| 2022 |                  |                     | opgave           |
| 2023 |                  |                     |                  |
| 2024 |                  |                     | 43e              |
| 2025 |                  |                     |                  |

| Jaar | Milaan-San Remo | Amstel Gold Race | Luik-Bast.‑Luik | Ronde van Lombardije | Clásica San Sebastián | Parijs-Tours | Waalse Pijl |  | WK op de weg |
| ---- | --------------- | ---------------- | --------------- | -------------------- | --------------------- | ------------ | ----------- |  | ------------ |
| 2021 |                 |                  |                 |                      | 41e                   | 19e          |             |  | 59e          |
| 2022 |                 |                  |                 |                      | 11e                   |              |             |  | 77e          |
| 2023 |                 |                  | 39e             |                      | 46e                   | 21e          | 12e         |  | opgave       |
| 2024 |                 | 14e              | 82e             | 11e                  |                       |              | 26e         |  | 11e          |
| 2025 | 24e             | opgave           | 27e             |                      |                       |              | 55e         |  |              |

### Resultaten in kleinere rondes
| Jaar | Tour Down Under | Tirreno-Adriatico | Ronde van Catalonië | Ronde van het Baskenland | Ronde van Romandië | Ronde van Zwitserland |
| ---- | --------------- | ----------------- | ------------------- | ------------------------ | ------------------ | --------------------- |
| 2021 |                 |                   | opgave              | 76e                      |                    |                       |
| 2022 |                 |                   | 73e                 | opgave                   |                    |                       |
| 2023 |                 |                   | 44e                 |                          |                    |                       |
| 2024 | 18e             |                   |                     | opgave                   | 38e                | 37e                   |
| 2025 |                 | 48e               |                     |                          |                    |                       |

## Ploegen
- 2020 –  Equipo Kern Pharma
- 2021 –  Equipo Kern Pharma
- 2022 –  Equipo Kern Pharma
- 2023 –  Equipo Kern Pharma
- 2024 –  BORA-hansgrohe
- 2025 –  Red Bull-BORA-hansgrohe

Adrià · Agirre · Araiz · Arrieta · Berrade · Carboni (vanaf 9/9) · Carretero · J. Castrillo · Cobo · Galván · C. García Pierna · R. García Pierna · Jaime · D. Lopez · J. López · Marquez · Mendez · Miquel · Moreno · Novikov · Parra · Řepa · Ruiz · Sánchez · van der Tuuk · P. Castrillo (stagiair) · Fernandez (stagiair) · Retegi (stagiair)
Adrià · Agirre · Arrieta · Berrade · Carboni · Carretero · Castrillo · Cobo · Elosegui · Galván · C. García Pierna · R. García Pierna · Jaime · López · Marquez · Miquel · Parra · Řepa (tot 2/5) · Retegi · Ruiz · Sánchez · van der Tuuk · Aznar (stagiair) · Carrascosa (stagiair) · Dorenbos (stagiair)
Adrià · Aleotti · Benedetti (tot 18/8) · Buchmann · Denz · Gamper · Hajek · Haller · Herzog · Higuita · Hindley · Jungels · Kämna · Koch · Lipowitz · Lührs · Maciejuk · Martínez · Meeus · Mullen · Palzer · Roglič · Schachmann · Sobrero · van Poppel · Vlasov · Wandahl · Welsford · Zwiehoff